# 善兵衛栗
善兵衛栗（ぜんべえぐり）は、秋田県特産のクリ。品種としての名称は「西明寺一号」。西明寺栗の他の品種の中でも、特に希少かつ大粒で食味のよい優良品種とされている。
西明寺栗一号である西明寺栗の栽培を始めた先祖を持つ生産者は、その屋号をとり代々「善兵衛栗」（品種名：西明寺栗一号（善兵衛種））と呼ばれる栗を徹底した無農薬栽培にこだわり、栗園の風通し、日当りに気を配り、間伐・下刈、良質な微生物肥料（内城菌）を使用するなど、特色のある栽培・出荷管理体制を敷く。

## 品種と特性
現在主として栽培されているのは、西明寺栗一号及び西明寺栗二号であり、西明寺栗三号、四号、五号は受粉用とされている。
1975年11月に発行された『広報あきた』No.162号（秋田県広報協会）の記事には、それぞれの品種について以下のように記載されている。
地域の菓子店では、善兵衛栗の品質の高さを生かし、高価値な菓子を販売、大手百貨店などに販路を拡大している。